# Холокост в Полша
Холокостът в Полша е дългогодишно и системно преследване на евреите в Полша по време на Втората световна война.
Това е опит за унищожаване на полските евреи (но и като страна с концлагери – и на евреите от другите европейски страни), а и членове на редица други малцинства от германски нацисти, полски и други сътрудници на окупираната територия Полша.